# Callixanthospila namaquaensis
Callixanthospila namaquaensis là một loài bọ cánh cứng trong họ Cerambycidae.